# Werner Egk
Werner Egk (17. května 1901 Auchsesheim – 10. července 1983 Inning am Ammersee), vlastním jménem Werner Joseph Mayer, byl německý skladatel, dirigent a pedagog. Jako autor se prosadil především operami a balety, jejichž náměty obměňují staleté evropské syžety a také hudebně navazují na tradiční formy. Ohlasy publika mu zajistila barvitá instrumentace, vitální projev, v němž se lyrika pojí s důraznou rytmickou složkou, a vztah k lidové tradici.

## Život
Egk se narodil do rodiny venkovského učitele jako mnohostranně nadaný syn. Absolvoval gymnázium v Augsburgu a nastoupil na obecní konzervatoř. V roce 1921 se přestěhoval do Mnichova, kde pracoval jako divadelní skladatel. Zde také potkal houslistku Elizabeth Karl, podle které si vytvořil i životní pseudonym, Elizabeth, geborne Karl – EGK. O tři roky později se narodil jeho jediný syn, Titus.
Roku 1929, po ročním pobytu v Berlíně, začal v Mnichově pracovat pro místní rozhlasovou stanici. Egkova kariéra nejvíce stoupala po premiéře rádiové opery Columbus (1933).
S nástupem nacistické moci se jeho hudební život zkomplikoval. V roce 1935 měla ve Frankfurtu nad Mohanem premiéru jeho první divadelní opera Kouzelné housle, která se od jeho rádiové opery Columbus výrazně lišila. 1938 uvedl premiéru opery Peer Gynt, již viděl i ministr propagandy Joseph Goebbels. Byl z ní nadšený, a proto byl umělec požádán o tvorbu oper na nacistická témata, jež nikdy nesložil.
Egkova hlavní kariéra začala po II. světové válce, kdy byl převážně skladatelem a dirigentem. V letech 1950–53 se stal mimo jiné profesorem kompozice na vysoké hudební škole v Západním Berlíně. Roku 1954 se stal prezidentem Svazu skladatelů NSR, kde se účinně zasazoval o práva hudebníků. V témže roce se stal dirigentem Bavorské státní opery. Jeho pozdější léta byla ve znamení premiér na významných evropských festivalech a pozdních prací, které byly výhradně instrumentální. V roce 1974 zkomponoval Divertissement pro deset dechových nástrojů a pět kusů pro dechový kvintet.
„Učil jsem se vždy a všude, kde jsem mohl, studoval jsem však jen u mála učitelů a mezi nimi nebyl žádný slavný mistr. Z hlediska hudebního jsem tedy bez rodiny … můj hudební původ nelze konkrétně doložit.“

## Dílo (výběr)
- Nebojácnost a dobrosrdečnost (oratorium) – 1931
- Columbus (opera) – 1933
- Kouzelné housle (opera, lidová pohádka typu Švandy dudáka) – 1935
- Peer Gynt (opera, podle Ibsena) – 1938
- Revizor (opera, podle Gogola) – 1956
- Irská legenda (opera, podle Yeatsovy Hraběnky Cathleen) – 1955
- Zasnoubení v San Domingu (opera, podle H. Kleista) – 1962
- Joan ze Zarissy (balet) – 1940
- Balet Abraxas (balet) – 1946
- Casanova v Londýně (balet) – 1968
- Čínský slavík (balet, podle Andersenových pohádek) – 1953
- Hudba o ztracené romanci (ouvertura) – 1979
- Houslová hudba (koncertantní hudba) – 1936
- Pokušení sv. Antonína (písňové cykly pro alt a smyčcový kvartet) – 1946